# Elsa Jean
Sapphire Nicole Howell connue sous le pseudo Elsa Jean, née le 1er septembre 1996 à Canton dans l'Ohio, est une actrice de films pornographiques américaine.
Son nom d'actrice, Elsa Jean, est tiré du personnage d'Elsa, la princesse héroïne du film d'animation La Reine des neiges de Walt Disney Pictures.

## Biographie
Elsa Jean est née en septembre 1996 dans la ville de Canton, située dans le comté de Stark en Ohio. Elle a obtenu son diplôme d'étude secondaires à l'âge de 16 ans, et a poursuivi son cursus à l'Université George Mason dans le but de devenir assistante chirurgicale.
Cependant, elle décide d'abandonner ses projets, et commence une carrière de strip-teaseuse jusqu'en 2015, date à laquelle elle fait son entrée dans l'industrie pornographique à l'âge de 19 ans.
En tant qu'actrice, elle a travaillé pour les studios 3rd Degree, Evil Angel, New Sensations, Diabolic, Digital Sin ou Airerose Entertainment. Elle est également apparue sur divers sites comme Zefporn, Team Skeet ou encore Ero Curves.
En 2016, elle a été nommée pour le XBIZ Award de la meilleure nouvelle starlette. Cette même année, aux AVN Award, elle fut nommée par les fans « Cutest Newcomer », en plus d'être choisie avec Jenna Sativa, comme Trophy Girl.
En 2017, elle a remporté le XBIZ Award de la meilleure scène de sexe (Vignette Release), avec Ryan Driller, pour All Natural Saints,.
Elle a tourné dans plus de 741 films pornographiques.

## Filmographie sélective
Le nom du film est suivi du nom de ses partenaires lors des scènes pornographiques.
- 2015 : Cum Inside Me 2 avec Jason Brown
- 2015 : Mommy Loves Young Muff 2 avec Eva Long
- 2015 : Wildest Beach in America avec Cali Hayes
- 2016 : Preppy Girl Threesome Get Three BBCs
- 2016 : Cheer Squad Sleepovers 19 avec Scarlett Sage
- 2016 : Women Seeking Women 134 avec Alexis Fawx
- 2016 : Women Seeking Women 135 avec Vanessa Veracruz
- 2017 : Girls Kissing Girls 21 avec Brandi Love
- 2017 : Lesbian House Hunters 14 avec Reagan Foxx
- 2017 : Mother-Daughter Exchange Club 49 avec Syren De Mer
- 2017 : Women Seeking Women 141 avec Riley Nixon
- 2017 : Women Seeking Women 142 avec Alexis Fawx
- 2017 : Women Seeking Women 144 avec Romi Rain
- 2017 : Women Seeking Women 148 avec Lauren Phillips
- 2018 : Cheer Squad Sleepovers 27 avec Prinzzess
- 2018 : Cheer Squad Sleepovers 29 avec Jill Kennedy
- 2018 : Lesbian Seductions: Older/Younger 64 avec Brooke Haze
- 2018 : Mother-Daughter Exchange Club 56 avec Sarah Vandella
- 2021 : Aesthetic Pleasures avec Manuel Ferrara[9]

## Distinctions
| Année | Cérémonie   | Prix                                                                                                 | Résultat   | Film                                                           |
| ----- | ----------- | --- | ---------- | -------------------------------------------------------------- |
| 2018  | AVN Awards  | Performeuse de l'année (Female Performer of the Year)                                                | Nomination | –                                                              |
| 2018  | AVN Awards  | Meilleure actrice dans un second rôle (Best Supporting Actress)                                      | Nomination | Nerds                                                          |
| 2018  | AVN Awards  | Meilleure scène de triolisme F/F/H (Best Three-Way Sex Scene G/G/B)                                  | Nomination | Make It 3 (scène avec Gina Valentina et Markus Dupree)         |
| 2018  | AVN Awards  | Meilleure scène de sexe entre filles de groupe (Best All-Girl Group Sex Scene)                       | Lauréat    | Best New Starlets 2017 (scène avec Adria Rae et Melissa Moore) |
| 2018  | XBIZ Awards | Performeuse de l'année (Female Performer of the Year)                                                | Nomination | –                                                              |
| 2018  | XBIZ Awards | Meilleure scène de sexe dans une vignette (Best Sex Scene — Vignette Release)                        | Nomination | Sun-Lit (scène avec Ana Foxxx et Sean Michaels)                |
| 2018  | XBIZ Awards | Meilleure scène de sexe dans un film "100% sexe" (Best Sex Scene — All-Sex Release)                  | Nomination | Who's Banging the Babysitter (scène avec Lucas Frost)          |
| 2018  | XBIZ Awards | Meilleure scène de sexe dans un film sur les relations incestueuses (Best Sex Scene — Taboo Release) | Nomination | Slutty Stepsisters (scène avec Jake Adams)                     |
| 2018  | XBIZ Awards | Meilleure scène de sexe dans un film lesbien (Best Sex Scene — All-Girl Release)                     | Nomination | Girls That Like Girls (scène avec Riley Reid)                  |
| 2018  | XRCO Awards | Performeuse de l'année (Female Performer of the Year)                                                | À venir    | –                                                              |
| 2018  | XRCO Awards | Orgasmic Oralist                                                                                     | À venir    | –                                                              |